# Bandera del Txad
La bandera del Txad està formada per tres franges verticals d'igual amplada de colors blau, groc i vermell. Fou adoptada el 6 de novembre 1959, amb els prolegòmens de la independència del país.
Sense l'escut, la bandera del Txad és molt semblant a les banderes d'Andorra, de Moldàvia i de Romania.

## Colors
la simbologia dels colors és la següent:
- El blau és el símbol de l'aigua i del cel. L'únic gran punt d'aigua del país és el Llac Txad. Les precipitacions de juny a setembre són les més fortes de l'any, amb 215 mm d'aigua a l'agost.
- El groc és el símbol del sol i de la sorra. El Sàhara és el desert que cobreix gairebé tot el país i el sol és fort, amb temperatures que superen els 30 °C de mitjana.
- El vermell és el símbol del sacrifici nacional, perquè la independència del país va tenir lloc el 1960.

| Model de color | Blau        | Groc        | Vermell     |
| -------------- | ----------- | ----------- | ----------- |
| Pantone        | 281C        | 116C        | 186C        |
| RGB            | 0, 37, 105  | 255, 204, 0 | 210, 15, 54 |
| CMYK           | 100-64-0-59 | 0-20-100-0  | 0-93-74-18  |
| HTML           | 002669      | FFCC00      | D20F36      |